# Combat de Josseau
Notes
Combat répertorié sous « Combat de Josseau », devenu Joussaud désormais.
Guerre de Succession d'Autriche
Batailles
- Mollwitz (04-1741)
- Chotusitz (05-1742)
- Sahay (05-1742)
- Prague (06/12-1742)
- Dettingen (06-1743)
- Cap Sicié (02-1744)
- 19 mai 1744
- Menin (05/06-1744)
- Ypres (06-1744)
- Furnes (07-1744)
- Fribourg (11-1744)
- Tournai (04/06-1745)
- Pfaffenhofen (04-1745)
- Fontenoy (05-1745)
- Hohenfriedberg (06-1745)
- Melle (07-1745)
- Gand (07-1745)
- Bruges (07-1745)
- Audenarde (07-1745)
- Termonde (08-1745)
- Ostende (08-1745)
- Nieuport (08/09-1745)
- Ath (09/10-1745)
- Soor (09-1745)
- Hennersdorf (11-1745)
- Kesselsdorf (12-1745)
- Culloden (04-1746)
- Mons (06/07-1746)
- Bruxelles (01/02-1746)
- Namur (09-1746)
- Charleroi (07/08-1746)
- Lorient (09/10-1746)
- Rocourt (10-1746)
- Cap Finisterre (1er) (05-1747)
- Lauffeld (07-1747)
- Bergen-op-Zoom (07/09-1747)
- Cap Finisterre (2e) (10-1747)
- Saint-Louis-du-Sud (03-1748)
- 18 mars 1748
- Maastricht (04/05-1748)

Campagnes italiennes
- Combat de Saint-Tropez (06-1742)
- Camposanto (02-1743)
- Villafranca (04-1744)
- Casteldelfino (07-1744)
- Velletri (08-1744)
- Madonne de l'Olmo (09-1744)
- Bassignana (09-1745)
- Josseau (10-1745)
- Plaisance (06-1746)
- Tidone (08-1746)
- Rottofreddo (08-1746)
- Gênes (1er) (12-1746)
- Gênes (2e) (07-1747)
- Assietta (07-1747)

Le combat de Josseau (le lieu est désormais dénommé Joussaud) eut lieu le 11 octobre 1745 entre le régiment suisse de Salis-Mayenfeld au service du royaume de France et le « régiment piémontais de Nice » du royaume de Sardaigne, sur la commune de Pragela en Piémont. 

## Le combat
Le comte de Lautrec, ayant pénétré dans la vallée de Pragela , pour opérer une diversion en faveur de don Philippe, rencontra, le 11 octobre 1745 les Piémontais au village de Josseau (Joussaud) sur la commune de Pragela et les attaqua dans leurs lignes.
 Après un combat assez vif, le régiment suisse de Salis-Mayenfeld au service du royaume de France culbuta le « régiment piémontais de Nice » du royaume de Sardaigne, leur tua trente hommes, fit quatre cents prisonniers, et lui enleva deux drapeaux et trois canons et mit le reste en fuite.